# Großefehn
Großefehn est une commune de Basse-Saxe, en Allemagne, située dans l'arrondissement d'Aurich.

## Géographie
Großefehn est située dans la région historique de Frise orientale, à 25km à l'est d'Emden.

### Quartiers
Les quartiers de Großefehn avec leur nombre d'habitants en 2011 et leur superficie respective.
| - Ostgroßefehn (3 586 hab., 930 ha) - Spetzerfehn (1 810 hab., 817 ha) - Strackholt (1 498 hab., 2 193 ha) - Aurich-Oldendorf (1 468 hab., 1 967 ha) - Holtrop (1 448 hab., 1 346 ha) | - Mittegroßefehn (1 054 hab., 368 ha) - Timmel (926 hab., 1 186 ha) - Akelsbarg (517 hab., 796 ha) - Bagband (361 hab., 1 314 ha) - Westgroßefehn (225 hab., 194 ha) | - Wrisse (202 hab., 338 ha) - Felde (194 hab., 431 ha) - Ulbargen (193 hab., 422 ha) - Fiebing (174 hab., 413 ha) |

## Jumelages
- Pekela (Pays-Bas) depuis 2003

## Personnalités liées à la ville
- Harald Lönnecker (1963-2022), historien mort à Spetzerfehn.